# Józef Sowada
Józef Sowada (ur. 17 marca 1956 w Gorzycach, zm. 6 kwietnia 1997 w Wodzisławiu Śląskim) – polski, artysta, malarz, rysownik, eseista, poeta.

## Życie
Twórca urodził się w Gorzycach. Absolwent Liceum Ogólnokształcącego w Wodzisławiu Śląskim. W latach 1976–1981 odbył studia wyższe na Wydziale Ceramiki i Szkła Państwowej Wyższej Szkoły Sztuk Plastycznych we Wrocławiu. Po studiach wrócił do rodzinnej wsi i zajął się precyzowaniem własnego stylu malarskiego. W latach 1983–1985 współpracował z Cepelią. Od roku 1986 do 1988 pracował jako nauczyciel wychowania plastycznego w Liceum Ogólnokształcącym w Wodzisławiu Śląskim. Resztę życia poświęcił własnej twórczości. W Gorzycach prowadził życie samotnika. Zmarł w 1997 roku. Spoczywa na cmentarzu w Gorzycach. Członek ZPAP, współzałożyciel Koła ZPAP w Rybniku.

## Twórczość

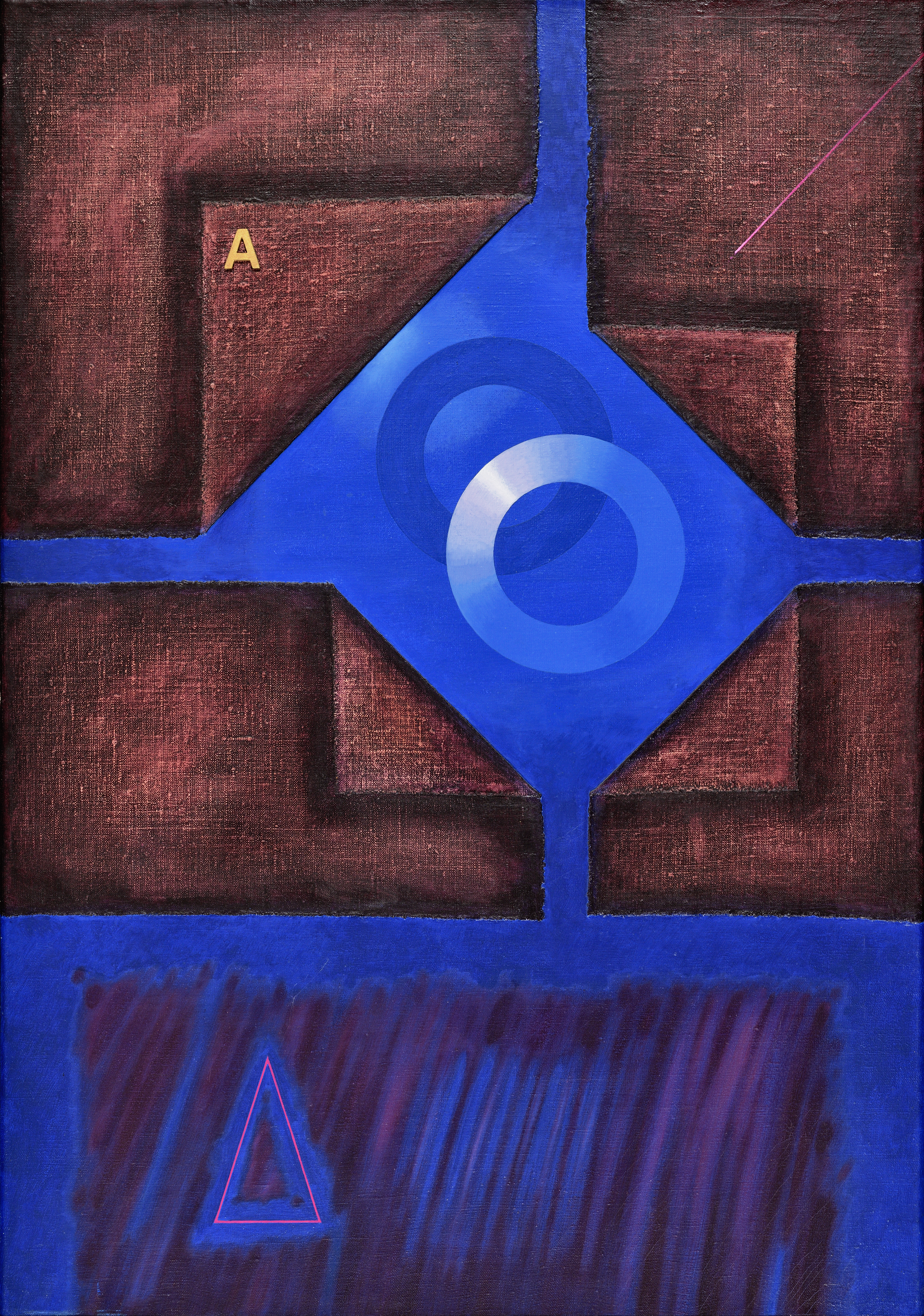
Wariacje na temat krzyża A - Otwarcie (1995)

Józef Sowada był twórcą bardzo wszechstronnym. Zajmował się malarstwem, rysunkiem, tworzeniem form przestrzennych, pisał również wiersze i eseje o sztuce do lokalnej prasy. W latach 1985–1997 prezentował swe prace na licznych wystawach indywidualnych i zbiorowych w kraju oraz w Niemczech. Zasadniczy przełom w jego twórczości plastycznej nastąpił w 1985 roku, kiedy postanowił odejść od rejestracji subiektywnych przeżyć i rozpoczął pracę nad zapisem prawd uniwersalnych. Stworzył własny styl abstrakcyjnego symbolizmu. W swoich pracach stosował proste, lecz bardzo wymowne symbole jak koło, łuk czy trójkąt. Jego obrazy z dojrzałego okresu twórczego przedstawiają na ogół jakieś kosmiczne, bezgraniczne przestrzenie". Pisał wiersze i eseje, publikowane w lokalnej prasie.
Artysta scharakteryzował swój program twórczy tymi oto słowami: „Moje obrazy nie są rejestracją subiektywnych doznań i emocji. Nie oznacza to, że sam proces twórczy nie dostarcza mi intensywnych przeżyć. Kiedy maluję zapominam jednak o ulotnych stronach ducha i koncentruję się na zapisie prawd uniwersalnych i niezmiennych. Staram się więc zawrzeć w warstwie symbolicznej obrazów istotne ludzkie doświadczenia, usiłowania, dążenia i mity, składające się na współczesny wizerunek człowieka. Mam też cichą nadzieję, że niektóre z moich prac dotykają tego, co ukrywa się za efektowną, choć złudną zasłoną świata rzeczy”.
Rybnicki poeta Robert Rybicki wyraził się o twórczości Sowady następująco: „[...] wytworzyła się w jego obrazach atmosfera mistyki, kosmiczności pojmowanej w sensie nadprzyrodzonych sił, będących jakby cieniem gnostycyzmu. [...] Jego obrazy przedstawiają na ogół kosmiczno-geometryczne światy, gdzie czasem pojawi się kształt tradycyjnie figuratywny, gdzie pełno jest zaskakujących i intrygujących środków wyrazu: np. głowy ludzkie jak dziurki od klucza przepuszczają fragmenty nieboskłonów lub inne fantastyczne krajobrazy. Bywa, że jego płótna mają kształt romboidalny, co jest dodatkową enigmą matematyczną. Na niektórych płótnach uwidoczniony jest deszcz gwiazd albo jakieś iluminacje na metalowych obręczach, które sieją grozę, brzmią jak przestroga, wróżba. [...] To wszystko się dzieje w ciszy, wręcz ciszy próżni kosmicznej, która zagłusza hałas, wrzask towarzyszący wewnętrznym rozterkom duchowym”.
Ważniejsze dzieła:
- Kula (1987)
- Przemijanie II (1987)

- Żółty kwadrat (1991)

- Zawsze nadzieja I, II, III (1993)

- Autoportret podwójny (1994)

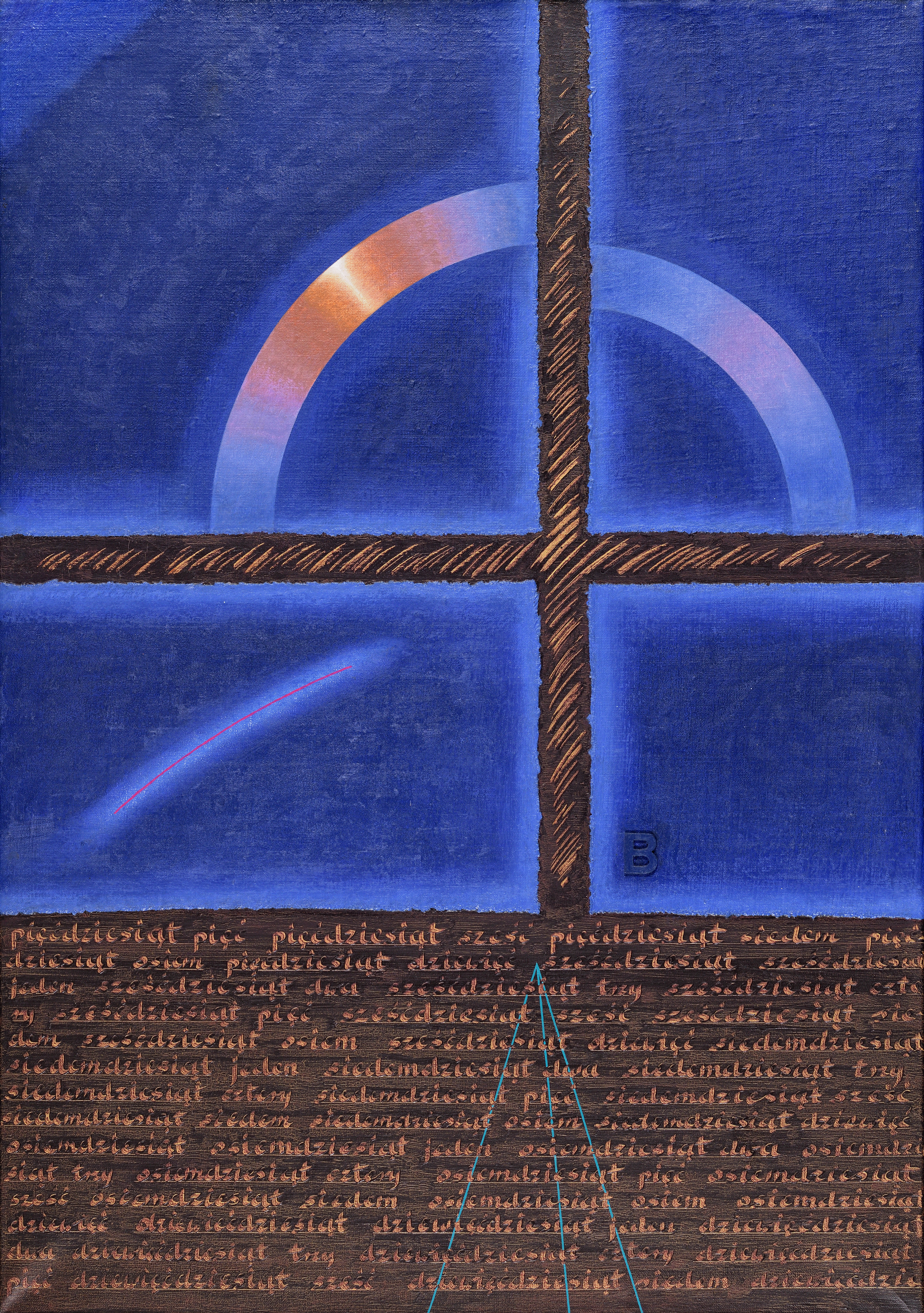
Wariacje na temat krzyża B - Brama czasu (1995)

- Wariacje na temat krzyża A, B (1995)

- Ponad miastem (1995, 1996)
- Droga Syzyfa (1996)
- Filtr - Przemiana materii (1996)

- Złota brama (1996)
- Co ja tu robię (1996)

- Od A do ZET I, II (1997)

## Upamiętnienie
W lipcu 2020 r. Rada Gminy Gorzyce nadała jednej z ulic Gorzyc imię Józefa Sowady.

## Odsyłacze zewnętrzne
- https://niezlasztuka.net/o-sztuce/jozef-sowada-niestrudzony-odkrywca-metafizycznych-przestrzeni/
- https://www.facebook.com/people/J%C3%B3zef-Sowada/100063701944562/?refid=13
- https://www.youtube.com/watch?v=rClpUUDJen4
- https://www.nowiny.pl/egazeta/nowiny-wodzislawskie/2019-05-07/157077-duchowosc-w-roli-glownej-wspomnienie-o-jozefie-sowadzie.html
- https://lubimyczytac.pl/ksiazka/4944983/za-zaslona-swiata-rzeczy-o-zyciu-i-tworczosci-jozefa-sowady